# Pulmón de Momsen

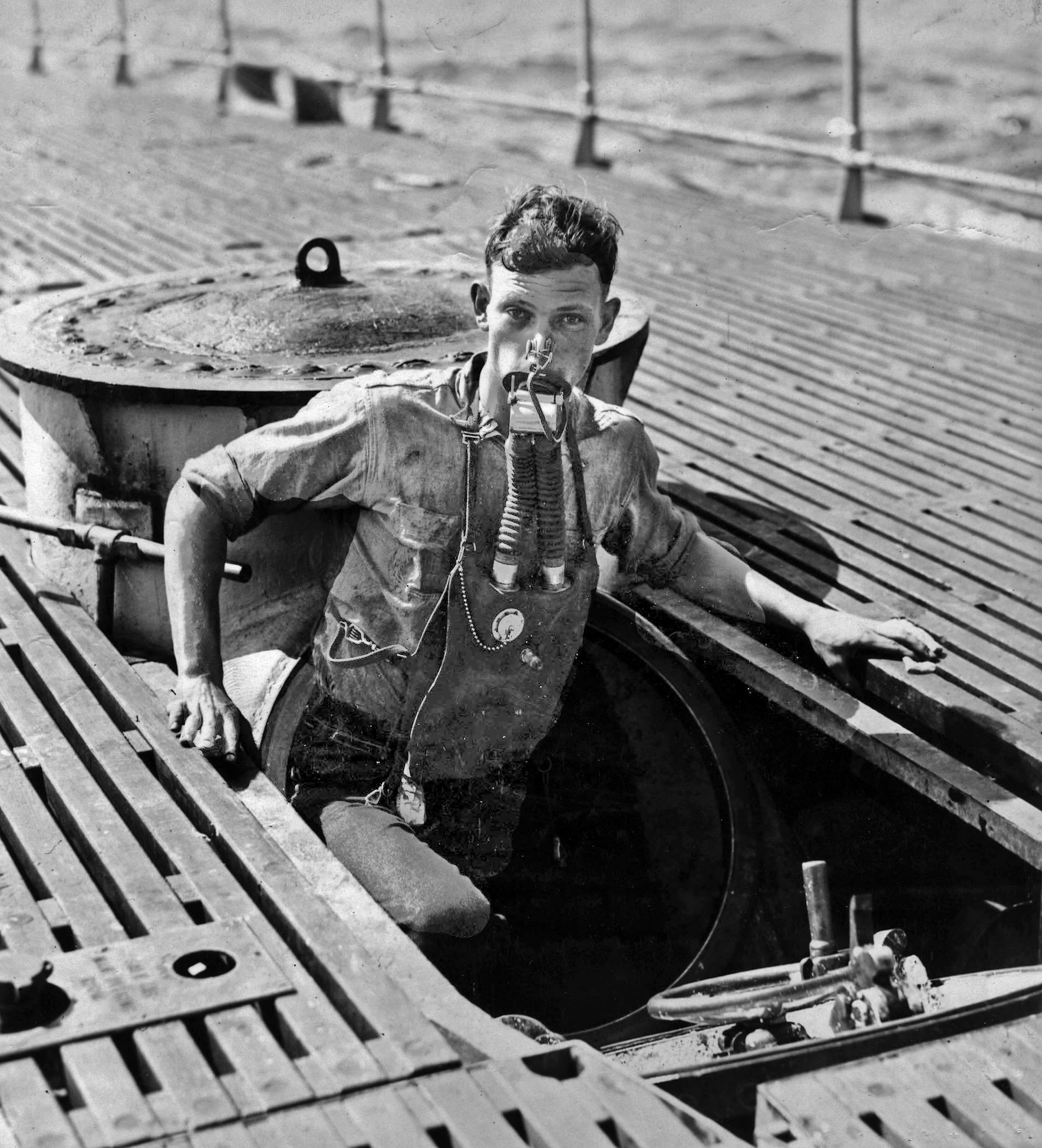
Marino con el pulmón de Momsen

El pulmón de Momsen fue el primer dispositivo de escape submarino exitoso del mundo. Colocado alrededor del cuello de un submarinista, recicla el aire exhalado al eliminar el dióxido de carbono y da a su portador cierta flotación en la superficie. Este estuvo en servicio de 1928 a 1956.
Fue desarrollado por el Charles Momsen, que le impulso el hundimiento del submarino S-4 en diciembre de 1927.
Este sistema fue utilizado durante el hundimiento del submarino USS Tang y el USS Squalus.